# Xã hội song song
Xã hội song song là một khái niệm chính trị ở Đức dịch sát nghĩa từ (tiếng Đức: Parallelgesellschaft), mô tả một dân tộc, hay tôn giáo của thiểu số, thường là các nhóm người nhập cư, có tổ chức xã hội riêng không theo các quy tắc và đạo đức xã hội của đa số. Thuật ngữ một phần trùng lặp trong nội dung ý nghĩa của nó với phản văn hóa, mà cũng không chấp nhận một phần nền văn hóa của đa số.